# Demon Skin
Demon Skin — компьютерная игра в жанре hack and slash, разработанная российской студией Ludus Future и изданная компанией «Бука» для платформ Windows 13 апреля 2021 года.
Действие игры происходит в мире темного фэнтези. Игровой процесс помимо типичных для слэшеров механик сочетает в себе элементы ролевой игры, файтинга и платформера.

## Игровой процесс
Боевая система игры предполагает постоянное использование и комбинирование трёх боевых стоек для атаки и парирования ударов противника: нижней, средней и верхней. Для нанесения максимального урона и реализации добиваний врагов необходимо использовать все три стойки, а также следить за уровнем выносливости и другими показателями физического состояния персонажа — всё это напрямую влияет на исход сражения.
В распоряжении игрока более 30 видов дробящего и рубящего оружия, каждый из которых эффективен в бою с определёнными противниками. Всего в игре несколько десятков видов врагов, разделенных на два типа: твердых\костяных и состоящих из плоти.
По мере прохождения игрок накапливает опыт, который можно использовать для изучения новых комбо-ударов, улучшения здоровья, выносливости и силы атаки.

## Сюжет
Сюжет игры предельно упрощен и клиширован – фабула игры раскрывается из двухминутного вступительного ролика и финальных титров. 
Действие игры разворачивается в вымышленной фэнтезийной вселенной. В этом мире господствует зло, с которым сражается орден Странников. Главный протагонист игры – высокий мужчина, воитель ордена по имени Рой. В начале игры, преследуя демонов, Рой становится свидетелем темного ритуала по восстановлению древнего артефакта. Попытка прервать ритуал приводит к тому, что Рой сам становится демоном. Цель игры – найти артефакт и восстановить облик главного героя.

## Разработка
Геймдизайнер и автор идеи игры — Денис Листов, основатель студии Ludus Future. Разработка игры стартовала с безуспешной краудфандинговой кампании на Boomstarter. Создатель прошёл через производственный ад и закончил игру спустя 7 лет после начала разработки. 

## Отзывы критиков
| Сводный рейтинг       | Сводный рейтинг |
| Агрегатор             | Оценка          |
| --------------------- | --------------- |
| Metacritic            | 48/100          |
| OpenCritic            | 48/100          |
| «Критиканство»        | 55/100          |
| Иноязычные издания    |                 |
| Издание               | Оценка          |
| Eurogamer             | 6/10            |
| Русскоязычные издания |                 |
| Издание               | Оценка          |
| Riot Pixels           | 45 %            |
| StopGame.ru           | Проходняк       |
| «НИМ»                 | 6,8/10          |

Demon Skin получила, в основном отрицательные отзывы критиков. Рейтинг игры согласно агрегатору рецензий Metacritic составил 48%.